# Rafflesiaceae
Le Rafflesiacee (Rafflesiaceae Dumort., 1829) sono una famiglia di piante angiosperme  dell'ordine Malpighiales nota per comprendere specie rigorosamente parassite delle radici e degli steli di altre specie di piante e per le strane strutture con cui si sono adattate a questo stile di nutrizione. 

## Descrizione
I membri della famiglia sono endoparassiti, il che significa che i loro organi vegetativi si sono così ridotti e modificati che quasi tutta la pianta esiste solo sotto forma di una rete di filamenti cellulari filiformi che vivono quasi interamente all'interno dei tessuti della pianta ospite. Non sono presenti tessuti fotosintetici verdi, foglie, radici o steli veri e propri, anche se in alcune specie esistono vestigia delle foglie sotto forma di squame. I fiori, tuttavia, sono ben sviluppati, e possono essere eccezionalmente grandi.
Il genere Rafflesia comprende specie tutte quante parassite che aderiscono alle radici dei rampicanti del genere Tetrastigma (famiglia Vitaceae). Il genere comprende la gigantesca R. arnoldii, nota con il nomignolo di «fiore cadavere», che produce il fiore individuale più grande del regno vegetale ed è diffusa nelle foreste di montagna di Sumatra e del Borneo. Il suo fiore pienamente sviluppato appare sul terreno come una spessa e carnosa struttura pentalobata che può pesare fino a 11 kg e misurare quasi un metro di diametro. Esso rimane aperto per cinque-sette giorni, emettendo un fetido odore che attira mosche che si nutrono di carogne, che si pensa siano i suoi agenti impollinatori. Il fiore ha un colore rossastro o bruno-violaceo, talvolta macchiettato, con gli organi sessuali in una coppa centrale. Il frutto è una bacca contenente semi maleodoranti che si pensa vengano disseminati da roditori frugivori. 
I fiori del genere Sapria sono simili a quelli di Rafflesia ed emettono anch'essi un odore di carogna. I membri del genere Rhizanthes producono fiori muniti di nettarii, e alcune specie non sono maleodoranti. Una specie, Rhizanthes lowii, è nota per generare calore con i fiori e i boccioli, forse per attirare gli insetti impollinatori. 

## Distribuzione e habitat
La famiglia è diffusa nelle foreste tropicali di Cina meridionale, Tibet, Myanmar, Vietnam, Cambogia, Thailandia, Malaysia peninsulare, Borneo, Giava, Sumatra e Filippine.

## Tassonomia
La famiglia Rafflesiaceae comprende i seguenti tre generi: 
- Rafflesia R.Br. ex Gray (41 specie)
- Rhizanthes Dumort. (4 spp.)
- Sapria Griff. (4 spp.)

In passato all'interno del gruppo venivano classificati sette generi, riuniti sulla base di similitudini morfologiche, ma le analisi molecolari hanno portato al trasferimento dei generi Bdallophytum e Cytinus furono quindi trasferiti nella famiglia Cytinaceae (ordine Malvales), e i generi Apodanthes e Pilostyles nella famiglia Apodanthaceae (ordine Cucurbitales).

## Conservazione
Una specie, Rafflesia mira (sin.: R. magnifica), viene classificata come specie in pericolo critico dalla Lista Rossa IUCN delle Specie Minacciate.